# Norður-Hérað
Norður-Hérað war eine Gemeinde im Osten von Island.
Sie entstand am 27. Dezember 1997 aus dem Zusammenschluss der Gemeinden Hlíðarhreppur (81 Einwohner), Jökuldalshreppur (140 Einwohner) und Tunguhreppur (91 Einwohner). Am 1. November 2004 schloss sich diese Gemeinde mit den Gemeinden Fellahreppur und Austur-Hérað zur Gemeinde Fljótsdalshérað zusammen. Diese hatte am 1. Januar 3368 Einwohner und ist inzwischen ein Teil der Gemeinde Múlaþing.

## Einwohnerentwicklung
| Jahr      | 1998 | 1999 | 2000 | 2001 | 2002 | 2003 |
| Einwohner | 312  | 311  | 322  | 312  | 286  | 319  |

Stichtag war jeweils der 1. Dezember.